# Ели Бабаљ
Ели Бабаљ (Сарајево, 21. фебруар 1992) је аустралијски фудбалер српског порекла.

## Каријера

### Почетак
Упркос томе што је Србин рођен у СР Босни и Херцеговини, Бабаљ је провео већину свог живота у Аустралији и кренуо је са играњем фудбала у Перту. Године 2008. је потписао за Перт Глори, како би наступао у омладинској лиги Аустралије. Међутим, годину дана касније, Бабаљ потписује за Аустралијски институт за спорт за сезону 2009/10., у којој је АИС завршио последњи на табели, међутим Бабаљ је успео да девет пута пронађе пут до противничких мрежа.

### Мелбурн Харт
Дана 26. децембра 2009. је објављено да је Мелбурн Харт, клуб у експанзији, потписао тада 17 година старог Бабаља за њихову инаугуралну сезону у аустралијском шампионату. Он је дебитовао за клуб у пријатељском мечу против Гилонг Ол Старс КСЛ-а и постигао свој први гол у тој утакмици. Он је такође учествовао у пријатељском мечу против ФК Евертона у коме су изгубили 2:0. Дебитовао је за Мелбурн Харт у првом колу сезоне 2009/10. против Централ Коуста у ААМИ парку. У мају 2012. је стигло обавештење да Бабаљ долази у Црвену звезду.

### Црвена звезда
Бабаљ је у Црвену звезду дошао 7. јуна 2012. задуживши дрес са бројем 9. Бабаљ је одиграо укупно 8 утакмица у Црвеној звезди, од тога 6 лигашких, једну куп и једну у Лиги Европе, а једини гол је постигао на свом лигашком дебију 29. септембра 2012. против Смедерева.
Пошто Црвена звезда није уплатила други део обештећења од 125 хиљада евра за њега до 18. јануара 2013. он је према уговору поново постао играч Мелбурн Харта.

## Репрезентација
Наступао је за млађе селекције Аустралије. За сениорску репрезентацију Аустралије дебитовао је 14. новембра 2012. у квалификационом мечу за Светско првенство 2014. против Јужне Кореје (2:1).
Први гол у дресу националног тима је постигао 8. децембра 2012. у квалификационом мечу за првенство Источне Азије против Гвама (9:0), а Бабаљ је на тој утакмици постигао два гола.